# Куоппа, Тару
Та́ру Ку́оппа (фин. Taru Kuoppa; род. 14 ноября 1983, Финляндия) — финская лучница; член сборной Финляндии на летних Олимпийских играх 2016 года.
Показала высокие результаты на проходившем в Копенгагене Чемпионате мира по стрельбе из лука 2015 года.